# 松平光領
松平 光領（まつだいら みつおさ）は、江戸時代後期の信濃国松本藩の世嗣。通称は広五郎、広助、広之助。官名は従五位下・主膳正。

## 略歴
第7代藩主・松平光年の四男として誕生した。初名は光直。正室は蜂須賀治昭の娘・光姫。
文政6年（1823年）8月24日、光年の養嗣子である松平光庸の順養子となる。光庸は第6代藩主・松平光行の子で光年の甥、光領の従兄にあたる。文政10年（1827年）11月15日、第11代将軍・徳川家斉に拝謁する。天保8年（1837年）に光年が死去し、光庸が家督を相続すると、同年12月16日（1838年）、光領は従五位下・主膳正に叙任する。しかし、自身は家督を相続することなく、天保12年（1841年）に死去した。代わって、光庸の三男の光則が嫡子となった。